# Mons Observans
Mons Observans és un assentament militar romà construït al darrer terç del segle ii aC dalt d'un petit turó de 120 m d'altitud sobre el nivell del mar entre els municipis de Montmeló i Montornès del Vallès (el Vallès Oriental, declarat Bé cultural d'interès nacional en la categoria de Zona arqueològica.
Tradicionalment, la historiografia ha anomenat aquest jaciment arqueològic com a Can Tacó – Turó d'en Roina. La recerca arqueològica ha interpretat l'assentament com a possible praesidium, un establiment miliar des del qual s'exercirien funcions polítiques i administratives de control del territori circumdant.

## Situació geogràfica
El jaciment arqueològic està situat al capdamunt d'un turó de 120 m d'altitud sobre el nivell del mar, entre els actuals municipis de Montmeló i Montornès del Vallès (el Vallès Oriental). La situació estratègica a l'antiguitat permetia controlar les principals vies de comunicació que discorrien per la plana, entre les quals destacava la Via Hercúlia (posteriorment coneguda com a Via Augusta). S'hi accedeix, des de Montmeló, pel camí de les Tres Creus o pel carrer del Vial Nord; per Montornès del Vallès, des del carrer de les Tres Creus.

## Història del jaciment
L'existència del jaciment es coneixia de fa anys gràcies a les campanyes d'excavació realitzades per Josep Barberà i August Panyella (any 1947) i per l'erudit local Ignasi Cantarell (any 1961), que ja havien remarcat l'interès d'aquest emplaçament per l'estudi del procés de romanització de les terres catalanes. A partir d'aleshores, el jaciment es va incloure en diverses publicacions d'àmbit local i comarcal efectuades, entre d'altres, per l'arqueòleg granollerí Josep Estrada i Garriga. L'any 1983 va ser inclòs a l'Inventari del Patrimoni Arqueològic de Catalunya.
Això no obstant, les intervencions arqueològiques no es van reprendre fins a l'any 2003 quan, sota el patrocini dels ajuntaments de Montmeló i Montornès del Vallès, es va dur a terme una primera campanya d'excavacions destinada a delimitar el jaciment i a avaluar la importància i l'estat de conservació de les estructures. Els òptims resultats obtinguts en aquella intervenció van animar a prosseguir amb la recerca, ja sota l'empara científica de l'Institut Català d'Arqueologia Clàssica (ICAC) que, des de l'any 2004, dirigeix les diverses intervencions arqueològiques que s'efectuen al jaciment amb la col·laboració del Departament de Ciències de l'Antiguitat i de l'Edat Mitjana de la Universitat Autònoma de Barcelona.
Una de les principals preocupacions dels ajuntaments de Montmeló i Montornès del Vallès i de l'ICAC ha estat garantir la protecció del jaciment per a les generacions futures. Fruit d'aquesta preocupació, l'any 2006 es va sol·licitar a la Generalitat de Catalunya la incoació del jaciment com a bé cultural d'interès nacional en la categoria de zona arqueològica. La declaració, que fou aprovada l'any 2008, inclou tota la superfície del turó on es troba el jaciment i els materials arqueològics que s'hi vagin recuperant en el decurs de les diverses campanyes d'excavació.
El jaciment arqueològic s'inclou dins el Parc Arqueològic i Natural del Turó de Can Tacó, inaugurat el dissabte 27 d'octubre de 2012. La intervenció arquitectònica que s'havia fet, l’any 2013 va guanyar la Biennal Espanyola d’Arquitectura i Urbanisme (en la categoria Ciutat i Paisatge) i va ser finalista als premis FAD, amb una menció especial del públic.

## Descripció del jaciment
Edificat a la manera itàlica, amb paviments d'opus signigum i parets decorades amb pintures murals de primer estil pompeià, ha conservat el traçat de les principals dependències que el conformaven, desgastades per l'erosió natural i el pas dels anys. L'assentament s'estructurava en tres parts: el cos principal, situat a la part alta del turó, i els cossos de serveis, situats a banda i banda de l'entrada, a una cota més baixa, ocupant part de les terrasses laterals. L'edifici principal es distribuïa en tres ales disposades a l'entorn d'un pati central porticat i estava flanquejat per dues grans torres orientades cap al naixement del riu Besòs. Al costat oriental del pati hi havia una cisterna per a la recollida d'aigües pluvials, la qual comunicava amb una segona cisterna situada més al sud. Tot el conjunt quedava protegit per un mur perimetral que tancava l'assentament pels quatre costats. L'entrada principal se situava al costat nord.

## Les pintures murals

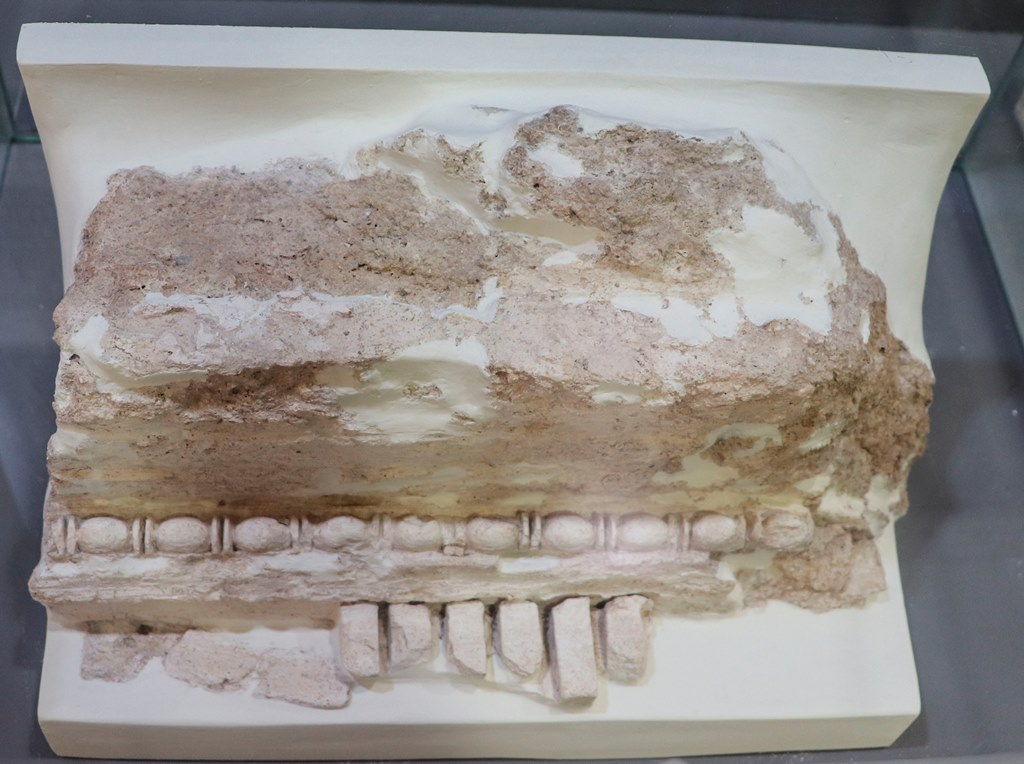
Pintures murals romanes

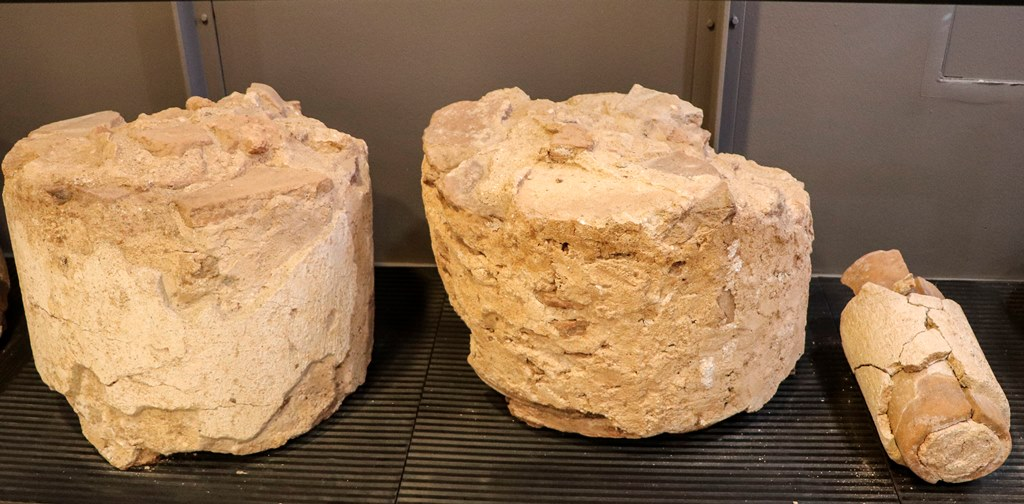
Pilastres romans

Una de les troballes més notables que ha proporcionat el jaciment són les restes de pintura mural romana del primer estil pompeià que decoraven les principals estances de l'edifici. És una descoberta excepcional en el context de la península Ibèrica, on són molt escassos els exemples d'aquest estil decoratiu característic dels primers temps de la romanització (150 aC – 80 aC). Les pintures, que van ser elaborades amb la tècnica de l'estuc (tectoria), representen una paret de carreus encoixinats de color blanc delicadament perfilats amb línies vermelles que aparenten ser les juntes. Els carreus, acabats amb una textura molt fina que imita el marbre, es disposen en files rematades amb frisos i cornises profusament decorades amb motius en relleu de gallons i dentellons.
Els exemples més representatius de pintures murals de primer estil es conserven a les ciutats romanes de Pompeia i Herculà (Itàlia) les quals, l'any 79 dC, van quedar sepultades per l'erupció del Vesuvi. Les laves i les cendres del volcà van contribuir a preservar edificis sencers amb les decoracions murals pràcticament intactes. En canvi, les pintures del jaciment de Mons Observans van aparèixer despreses de les parets i trencades en molts trossos. En el moment de la descoberta presentaven nombroses esquerdes, fisures i, fins i tot, pèrdues significatives de la capa pictòrica provocades per les condicions mediambientals de l'entorn en el qual havien romàs enterrades durant més de 2.000 anys.
Per tal de recuperar-les, es va dur a terme un delicat procediment d'extracció que va consistir a numerar i documentar exhaustivament la ubicació de cada fragment per facilitar-ne el muntatge posterior. Abans de fer-ne l'extracció, els fragments es van engassar amb l'objectiu de conservar la disposició de les juntes i protegir-los durant el seu trasllat des del jaciment fins al Museu Municipal de Montmeló.